# Краснополянське сільське поселення (Байкаловський район)
Кра́снополя́нське сільське поселення (рос. Краснополянское сельское поселение) — сільське поселення у складі Байкаловського району Свердловської області Росії.
Адміністративний центр — село Краснополянське.
Населення сільського поселення становить 3623 особи (2019; 4044 у 2010, 5141 у 2002).
Станом на 2002 рік існувало 4 сільських ради: Єланська сільська рада (село Єлань, присілки Зирянська, Ігнатьєва, Меньщикова, Яр), Краснополянська сільська рада (село Краснополянське, присілки Карпуніна, Ларіна, Мала Меньщикова), Чурманська сільська рада (село Чурманське, присілки Воїнкова, Дягілева, Кондрашина, Любина, Мала Койнова, Потапова, Щербачиха) та Шадрінська сільська рада (село Шадрінка, присілки Берегова, Квашніна, Ларіна, Лопаткина, Лукина, Приткова, Тихонова, Шевелева).

## Склад
До складу сільського поселення входять:
| Населений пункт          | Населення, осіб (2002) | Населення, осіб (2010) |
| ------------------------ | ---------------------- | ---------------------- |
| Берегова, присілок       | 46                     | 54                     |
| Воїнкова, присілок       | 3                      | 1                      |
| Дягілева, присілок       | 36                     | 19                     |
| Єлань, село              | 1325                   | 1101                   |
| Зирянська, присілок      | 87                     | 50                     |
| Ігнатьєва, присілок      | 177                    | 130                    |
| Карпуніна, присілок      | 13                     | 8                      |
| Квашнина, присілок       | 58                     | 43                     |
| Кондрашина, присілок     | 74                     | 49                     |
| Краснополянське, село    | 692                    | 530                    |
| Ларина, село             | 163                    | 123                    |
| Ларина, присілок         | 195                    | 167                    |
| Лопаткина, присілок      | 174                    | 146                    |
| Лукина, село             | 228                    | 192                    |
| Любина, присілок         | 60                     | 31                     |
| Мала Койнова, присілок   | 137                    | 98                     |
| Мала Менщикова, присілок | 235                    | 193                    |
| Менщикова, присілок      | 186                    | 144                    |
| Потапова, присілок       | 26                     | 10                     |
| Приткова, присілок       | 60                     | 51                     |
| Тихонова, присілок       | 142                    | 120                    |
| Чурманське, село         | 538                    | 374                    |
| Шадрінка, село           | 276                    | 250                    |
| Шевельова, присілок      | 84                     | 87                     |
| Щербачиха, присілок      | 40                     | 27                     |
| Яр, присілок             | 86                     | 46                     |